# Geany
Geany is een vrije platformonafhankelijke broncode-editor en IDE. Het is gebaseerd op GTK+ en het maakt gebruik van Scintilla. Geany kan op allerlei platform gebruikt worden, waaronder Windows, Linux, macOS, BSD (FreeBSD, OpenBSD, NetBSD) en Solaris. Geany is vrijgegeven onder de GPLv2 en is bijgevolg opensourcesoftware.

## Functies
Geany bevat onder andere ondersteuning voor syntaxiskleuring, code-invouwing, automatische aanvulling, navigatie door de broncode, projecten en plug-ins om de functionaliteit van Geany uit te breiden. Geany heeft weinig afhankelijkheden van andere software: alleen de GTK3-bibliotheken zijn nodig om Geany te kunnen gebruiken.
De ondersteunde talen (77) zijn onder meer C, C#, C++, Java, JavaScript, PHP, HTML, LaTeX, CSS, Python, Perl, Rust, Ruby, Pascal en Haskell.